# Acanthocidaris
Acanthocidaris is een geslacht van zee-egels uit de familie Cidaridae.

## Soorten
- Acanthocidaris curvatispinis (Bell, 1892)
- Acanthocidaris hastigera A. Agassiz & H.L. Clark, 1907
- Acanthocidaris maculicollis (de Meijere, 1904)